# Arvid Ekelund
Arvid Ekelund, född 17 februari 1926 i Helsingfors, död där 22 september 2002, var en finländsk arkitekt.
Ekelund arbetade efter studierna till en början på farbrodern Hilding Ekelunds byrå, men utförde sitt egentliga livsverk inom Helsingfors byggnadstillsynsverk som överarkitekt 1965–1982 och verkschef 1982–1989. Han var en förgrundsgestalt vid moderniseringen av den kommunala byggnadsövervakningen och revideringen av byggnadslagen år 1989.